# Марш полковника Боги
«Марш полковника Боуги» (англ. Colonel Bogey March) — популярный военный марш, сочинённый в 1914 году британским лейтенантом Фредриком Рикетсом (1881—1945), дирижёром ансамбля Королевских Морпехов в Плимуте. Поскольку в тот период военнослужащим не рекомендовалось выполнять работу за пределами служебных обязанностей, Рикетс опубликовал «Полковника», как и другие свои сочинения, под псевдонимом «Кеннет Элфорд».
Продажи нотной записи превысили миллион экземпляров, а сам марш был впоследствии неоднократно использован в аудиозаписях и кинофильмах и продолжает исполняться до сих пор, являясь также официальным маршем канадского Королевского Полка в Калгари.

## История
На мелодию марша положены много сатирических, порой неприличных стихов.
В историю вошла версия текста под названием «Hitler Has Only Got One Ball» («У Гитлера есть только одно яичко»), которая обрела популярность в 1939 году, в начале Второй мировой войны:

| Hitler has only got one ball, Göring has two but very small, Himmler is somewhat sim’lar, But poor old Goebbels has no balls at all. | У Гитлера только одно яичко, У Геринга — два, но очень мелких, У Гиммлера что-то вроде того, А бедный Геббельс совсем лишён их. |

При этом существовало много различных вариантов текста. Так, в «североафриканском» варианте текста упоминался фельдмаршал Роммель; при этом британские солдаты, уважая его полководческие таланты, приписывали ему наличие «четырёх или пяти» яичек.
Новая известность пришла к маршу в 1957 году, когда он был использован в фильме «Мост через реку Квай». Изначально режиссёр Дэвид Лин хотел, чтобы военнопленные в одном из эпизодов пели популярную в годы Второй мировой бравурную песенку «Bless 'em all» на музыку одного из маршей, но правообладатели запросили слишком большую сумму, и Лин остановился на «Полковнике Боуги». Понимая, что неприличные вирши невозможно будет озвучить на большом экране, он изменил сценарий: теперь солдаты лишь насвистывали мелодию. Композитор Малькольм Арнольд сочинил к ней контр-марш «Марш реки Квай», звучащий в некоторых эпизодах.